# 魏尔费米子
魏尔費米子（Weyl fermions）是一種無質量費米子，在量子理論和標準模型中發揮重要作用。魏尔費米子被認為是量子理論中費米子一部分，是赫尔曼·魏尔從狄拉克方程式中得出的解，被稱為魏尔方程式。狄拉克費米子可以視為左手的魏尔費米子與右手的魏尔費米子的組合。魏尔費米子並沒有被視為基本粒子。魏尔費米子在凝聚體物理學裏以準粒子激發的形式存在。
美国物理学家康耶斯·赫林在能帶結構固態系統下首先預測魏尔費米子的存在 。鉭砷晶體是第一個發現魏尔費米子存在的晶體結構。帶電魏尔費米子在室溫下穩定存在。

## 歷史

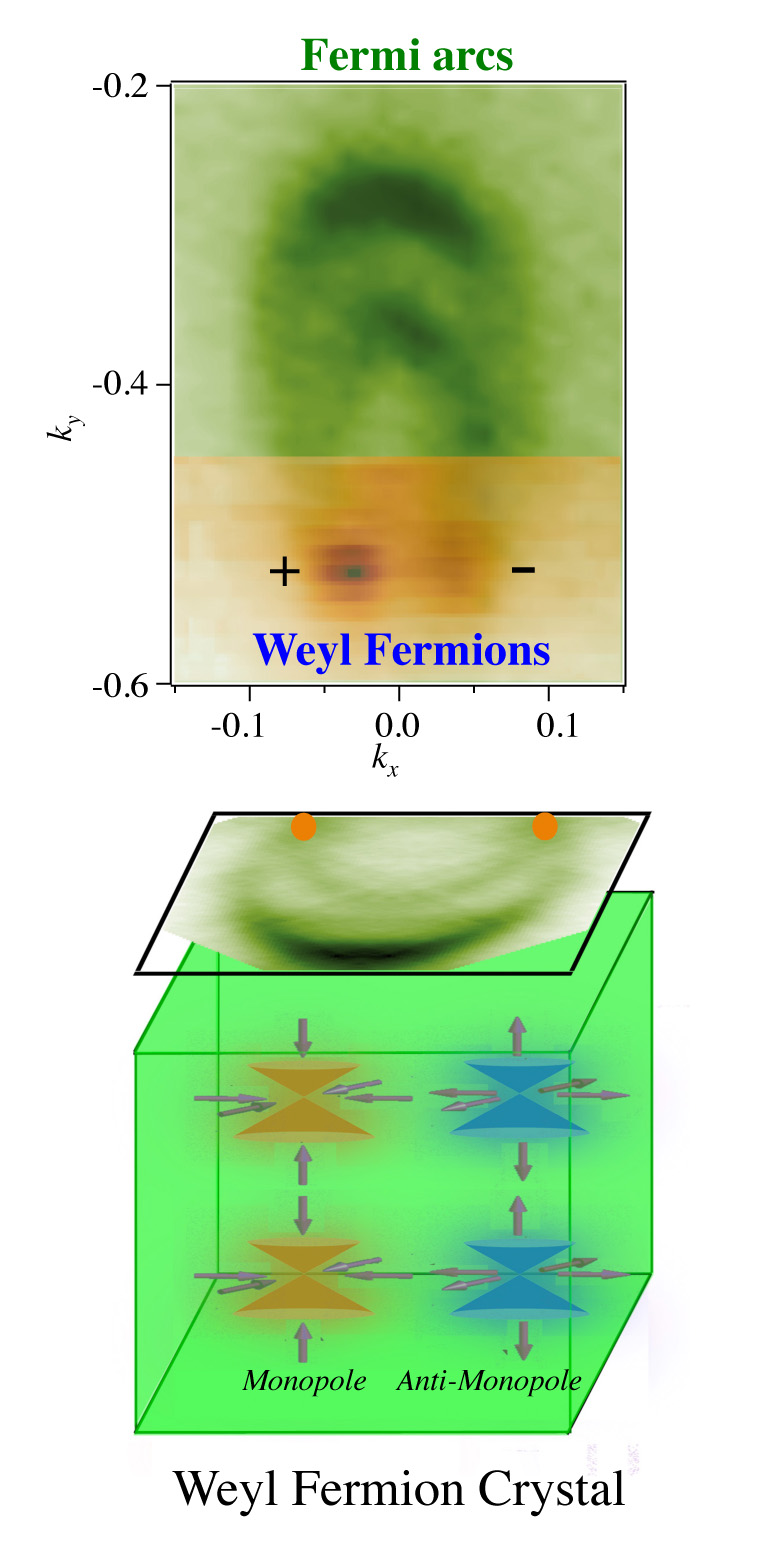
魏尔費米子半金屬及費米弧

2015年7月16日，美國普林斯頓大學研究團隊與中國科學院物理研究所分別在鉭砷晶體（TaAs）結構中第一次觀察到魏尔費米子半金屬及費米弧，確認其拓撲特徵。這一次發現根據2014年11月提出的預測。
2016年，橡樹嶺國家實驗室和田納西大學科學家通過中子衍射實驗和X射線實驗推測魏尔費米子可能存在鋨基磁性晶體結構中。